# Masurques op. 30 (Chopin)
Les Masurques op. 30 són un conjunt de quatre peces per a piano sol de Frédéric Chopin, compostes i publicades l'any 1837.